# Ryder Cup 2008
La 37a Ryder Cup es va disputar als Estats Units entre el 19 i el 21 de setembre de 2008 al Valhalla Golf Club de Louisville (Kentucky).

## Els equips
Els deu millors jugadors d'ambdós equips són escollits mitjançant un sistema de puntuació en el que s'agafen els resultats en diferents torneigs. Els altres dos jugadors són escollits pel capità de cada equip.

### Estats Units
| Equip dels Estats Units |      |                              |                                          |
| Nom                     | Edat | Residència                   | Notes                                    |
| Paul Azinger            | 48   | Florida                      | Capità de l'equip                        |
| Phil Mickelson          | 38   | Rancho Santa Fe (Califòrnia) |                                          |
| Stewart Cink            | 35   | Duluth (Geòrgia)             |                                          |
| Kenny Perry             | 48   | Franklin (Kentucky)          |                                          |
| Jim Furyk               | 38   | Ponte Vedra Beach (Florida)  |                                          |
| Anthony Kim             | 23   | Dallas (Texas)               | Primera participació                     |
| Justin Leonard          | 36   | Dallas (Texas)               |                                          |
| Ben Curtis              | 31   | Stow (Ohio)                  | Primera participació                     |
| Boo Weekley             | 35   | Jay (Florida)                | Primera participació                     |
| Steve Stricker          | 41   | Madison (Wisconsin)          | Primera participació, elecció del capità |
| Hunter Mahan            | 26   | Plano (Texas)                | Primera participació, elecció del capità |
| J. B. Holmes            | 26   | Campbellsville (Kentucky)    | Primera participació, elecció del capità |
| Chad Campbell           | 34   | Colleyville (Texas)          | Elecció del capità                       |

### Europa
| Equip d'Europa       |      |                                |                      |
| Nom                  | Edat | Residència                     | Notes                |
| Nick Faldo           | 51   | Welwyn Garden City, Anglaterra | Capità de l'equip    |
| Padraig Harrington   | 37   | Dublín, Irlanda                |                      |
| Sergio García        | 28   | Borriol, País Valencià         |                      |
| Lee Westwood         | 35   | Worksop, Anglaterra            |                      |
| Henrik Stenson       | 32   | Dubai, EAU                     |                      |
| Robert Karlsson      | 39   | Mònaco                         |                      |
| Miguel Ángel Jiménez | 42   | Màlaga, Espanya                |                      |
| Graeme McDowell      | 29   | Portrush, Irlanda del Nord     | Primera participació |
| Justin Rose          | 28   | Londres, Anglaterra            | Primera participació |
| Soren Hansen         | 34   | Montecarlo, Mònaco             | Primera participació |
| Oliver Wilson        | 27   | Weybridge, Anglaterra          | Primera participació |
| Ian Poulter          | 32   | Milton Keynes, Anglaterra      | Elecció del capità   |
| Paul Casey           | 31   | Esher, Anglaterra              | Elecció del capità   |

## Competició

### Enfrontaments del divendres

#### Matí: foursomes
| USA           | Resultats        | EU                  |
| ------------- | ---------------- | ------------------- |
| Kim/Mickelson | Empat            | Harrington/Karlsson |
| Mahan/Leonard | 3 & 2            | Casey/Stenson       |
| Campbell/Cink | 1 up             | Poulter/Rose        |
| Furyk/Perry   | Empat            | García/Westwood     |
| 3             | Marcador parcial | 1                   |
| 3             | Marcador total   | 1                   |

#### Tarda: fourballs
| USA             | Resultats        | EU                  |
| --------------- | ---------------- | ------------------- |
| Kim/Mickelson   | 2 up             | Harrington/McDowell |
| Stricker/Curtis | 4 & 2            | Poulter/Rose        |
| Leonard/Mahan   | 4 & 3            | García/Jiménez      |
| Holmes/Weekley  | Empat            | Westwood/Hansen     |
| 2½              | Marcador parcial | 1½                  |
| 5½              | Marcador total   | 2½                  |

### Enfrontaments del dissabte

#### Matí: foursomes
| USA           | Resultats        | EU                  |
| ------------- | ---------------- | ------------------- |
| Cink/Campbell | 4 & 3            | Poulter/Rose        |
| Mahan/Leonard | Empat            | Jiménez/McDowell    |
| Mickelson/Kim | 2 & 1            | Stenson/Wilson      |
| Furyk/Perry   | 3 & 1            | Harrington/Karlsson |
| 1½            | Marcador parcial | 2½                  |
| 7             | Marcador total   | 5                   |

#### Tarda: fourballs
| USA             | Resultats        | EU               |
| --------------- | ---------------- | ---------------- |
| Weekley/Holmes  | 2 & 1            | westwood/Hansen  |
| Stricker/Curtis | Empat            | García/Casey     |
| Perry/Furyk     | 1 up             | Poulter/McDowell |
| Mickelson/Mahan | Empat            | Stenson/Karlsson |
| 2               | Marcador parcial | 2                |
| 9               | Marcador total   | 7                |

### Enfrontaments del diumenge

#### Individuals
| USA            | Resultats        | EU                   |
| -------------- | ---------------- | -------------------- |
| Anthony Kim    | 5 & 4            | Sergio García        |
| Hunter Mahan   | Empat            | Paul Casey           |
| Justin Leonard | 5 & 3            | Robert Karlsson      |
| Phil Mickelson | 3 & 2            | Justin Rose          |
| Kenny Perry    | 3 & 2            | Henrik Stenson       |
| Boo Weekley    | 4 & 2            | Oliver Wilson        |
| J.B. Holmes    | 2 & 1            | Soren Hansen         |
| Jim Furyk      | 2 & 1            | Miguel Ángel Jiménez |
| Stewart Cink   | 2 & 1            | Graeme McDowell      |
| Steve Stricker | 3 & 2            | Ian Poulter          |
| Ben Curtis     | 2 & 1            | Lee Westwood         |
| Chad Campbell  | 2 & 1            | Pádraig Harrington   |
| 7½             | Marcador parcial | 4½                   |
| 16½            | Marcador total   | 11½                  |